# Vanessa millierei
Vanessa millierei är en fjärilsart som beskrevs av Cabeau 1923. Vanessa millierei ingår i släktet Vanessa och familjen praktfjärilar. Inga underarter finns listade i Catalogue of Life.